# Avtozavodskaja (stanice Moskevského centrálního okruhu)
Avtozavodskaja (rusky Автозаводская) je stanice na Moskevském centrálním okruhu. Je pojmenována podle nedaleké stanice na Zamoskvorecké lince metra. Nachází se v prostoru železniční stanice na Malém okruhu Moskevské železnice nazvané Kožuchovo.

## Charakter stanice
Stanice Avtozavodskaja se nachází ve čtvrti Danilovskij rajon (Даниловский район ) mezi oběma směry Třetího dopravního okruhu.
Na této stanici funguje jedno ostrovní nástupiště. Porvrchový vestibul bílé barvy umožňuje přístup na nástupiště, dále je propojen s nadchodem nad Třetím dopravním okruhem, který propojuje a 1. (1-й Кожуховский проезд) a 2. Kožuchovskij projezd (2-й Кожуховский проезд) na jedné straně a 2. Avtozavodskij projezd (2-й Автозаводский проезд) a 5. Kožuchovskou ulici (5-я Кожуховская улица) na straně druhé.
Z této stanice je možné bezplatně přestoupit na stanici metra Avtozavodskaja na Zamoskvorecké lince, která se nachází v pěší vzdálenosti.